# 보컬로이드 6
보컬로이드 6(영어: VOCALOID 6)은 야마하에서 개발한 노래 음성 합성 애플리케이션으로, 보컬로이드:AI 기술이 도입되었다. 보컬로이드 시리즈에서 보컬로이드 5의 후속작이다.

## 역사
2022년 10월 13일 공식 보컬로이드 웹사이트의 정기 유지 보수 이후, 야마하는 사전 발표 없이 보컬로이드 6를 출시하였다. 보컬로이드 3 때부터 개발되어 사망한 가수 미소라 히바리의 목소리를 부활시키는 콘서트에서 처음 공개된 보컬로이드:AI 엔진을 도입한다. 이 엔진을 위해 개발된 음성은 향상된 합성 품질, 다국어 노래 및 획기적으로 적은 파일 크기를 제공한다. 보컬로이드 3 이상의 이전 음성 뱅크 지원은 유지된다. 또한 노래 녹음에서 보컬로이드 음성으로 변환하는 도구인 보컬로 체인저가 추가되었다. 다른 추가 사항으로는 ARA 2 지원과 업데이트된 UI가 있다. 같은 날 체험판이 출시되었다. 2024년 12월 18일, 업데이트 6.5가 출시되어 초기 보컬로이드 버전의 주요 기능인 크로스-신시스가 재도입되었다.

## 제품

### 하루카, 아키토, 사라 & 앨런
주로 일본어와 영어 노래의 남성 및 여성 AI 보이스뱅크로, 보컬로이드 6 소프트웨어에 묶음으로 제공되며 프로그램의 기본 음성 역할을 한다.

### AI 메그포이드
인터넷이 개발한 주로 일본어 여성 보이스뱅크로, 나카지마 메구미의 목소리를 기반으로 한다. 2022년 10월 13일에 출시되었다. 2024년 7월 4일에는 AI 메그포이드 솔리드라는 추가팩이 별도로 출시되었다.

### 포-우타
포터 로빈슨의 목소리를 기반으로 한 남성 영어 보이스뱅크로, Sample Sized, LLC와 야마하가 협력하여 개발했다. 2023년 3월 7일에 출시되었다.

### 후이로
후이로는 가수 philo의 목소리를 기반으로 한 일본어 여성 보이스뱅크로, 야마하와 nana Music Co., Ltd.가 협력하여 2023년 5월 9일에 출시했다.

### 졸라 프로젝트
졸라 프로젝트는 유우, 쿄, 윌로 구성된 세 가지 남성 보이스뱅크 묶음이다. 이들은 야마하가 개발한 일본어 음성으로 2023년 6월 20일에 출시되었다.

### AI 오토마치 우나
타나카 아이미의 목소리를 기반으로 인터넷 (기업)이 개발한 일본어 여성 보이스뱅크로 2023년 6월 22일에 출시되었다.

### 사쿠라, 아사히, 시온, & 타쿠
2023년 12월 24일 출시된 보컬로이드 6 업데이트 6.3.0부터 포함된 추가 기본 보이스뱅크 컬렉션이다.

### 미셸 & 루카스
2024년 2월 19일 출시된 업데이트 6.3.1a에 추가된 두 개의 영어 기본 보이스뱅크이다.

### AI 히비키 코토
히비키 코토는 인터넷이 개발한 일본어 여성 보이스뱅크로 2024년 4월 18일에 출시되었다.

### 시키 로웬 AI
MUGEN Co., Ltd.가 개발한 일본어 남성 보이스뱅크로 2024년 4월 24일에 출시되었다.

### 게키야쿠V & 카제히키V
KUZUTOKAZE와 야마하가 개발한 두 개의 일본어 보이스뱅크로 2024년 7월 18일에 출시되었다.